# FIBA Americas League 2010-2011
La FIBA Americas League di pallacanestro 2010-2011 è stata la 4ª del massimo campionato tra club centro e sud-americani organizzato dalla FIBA Americas.

## Squadre partecipanti
| Fase a gironi         | Fase a gironi           | Fase a gironi    | Fase a gironi        |
| --------------------- | ----------------------- | ---------------- | -------------------- |
| Peñarol Mar del Plata | Toros Nuevo Laredo      | Flamengo         | Mavort               |
| Regatas Corrientes    | Halcones Xalapa         | UniCEUB Brasília | Capitanes de Arecibo |
| Quimsa                | Halcones Rojos Veracruz | Cocodrilos       | Cañeros de la Romana |
| Juventud Sionista     | Español de Talca        | Espartanos       | Defensor Sporting    |

## Fase a gironi
Sedici team hanno partecipato alla fase a gironi, nella quale ogni squadra ha affrontato una volta sola tutte le altre tre squadre del girone. Tutte le partite sono state giocate nel palazzetto della squadra di casa. Le prime due classificate di ogni girone si sono qualificate alle semifinali. Le partite sono state giocate dal 9 dicembre al 20 gennaio 2011.

### Gruppo A
Località: Estadio Polideportivo Islas Malvinas, Mar del Plata, Argentina.

| Pos | Squadra                   | G | V | P | PF  | PS  | DP  | Pt | Qualificazione              |
| --- | ------------------------- | - | - | - | --- | --- | --- | -- | --------------------------- |
| 1   | Regatas Corrientes        | 3 | 3 | 0 | 249 | 218 | +31 | 6  | Qualificate alle semifinali |
| 2   | Peñarol Mar del Plata (H) | 3 | 2 | 1 | 254 | 228 | +26 | 5  | Qualificate alle semifinali |
| 3   | Toros de Nuevo Laredo     | 3 | 1 | 2 | 227 | 228 | −1  | 4  |                             |
| 4   | Espartanos de Margaritùa  | 3 | 0 | 3 | 217 | 273 | −56 | 3  |                             |

| Giorno      | Orario | Squadra 1                | Risultato | Squadra 2                |
| ----------- | ------ | ------------------------ | --------- | ------------------------ |
| 9 dicembre  | 20:00  | Toros de Nuevo Laredo    | 74 - 77   | Regatas Corrientes       |
| 9 dicembre  | 22:15  | Peñarol de Mar del Plata | 102 - 74  | Espartanos de Margarita  |
| 10 dicembre | 20:00  | Regatas Corrientes       | 91 - 72   | Espartanos de Margarita  |
| 10 dicembre | 22:15  | Toros de Nuevo Laredo    | 73 - 80   | Peñarol de Mar del Plata |
| 11 dicembre | 20:00  | Espartanos de Margarita  | 71 - 80   | Toros de Nuevo Laredo    |
| 11 dicembre | 22:15  | Peñarol de Mar del Plata | 72 - 81   | Regatas Corrientes       |

Nota: Tutti gli orari fanno riferimento al fuso orario UTC-3.

### Gruppo B
Località: Gimnasio de la USBI, Xalapa, Messico.

| Pos | Squadra              | G | V | P | PF  | PS  | DP  | Pt | Qualificazione              |
| --- | -------------------- | - | - | - | --- | --- | --- | -- | --------------------------- |
| 1   | Halcones Xalapa (H)  | 3 | 3 | 0 | 295 | 244 | +51 | 6  | Qualificate alle semifinali |
| 2   | UniCEUB Brasília     | 3 | 2 | 1 | 280 | 258 | +22 | 5  | Qualificate alle semifinali |
| 3   | Defensor Sporting    | 3 | 1 | 2 | 227 | 252 | −25 | 4  |                             |
| 4   | Cañeros de la Romana | 3 | 0 | 3 | 253 | 301 | −48 | 3  |                             |

| Giorno      | Orario | Squadra 1            | Risultato | Squadra 2            |
| ----------- | ------ | -------------------- | --------- | -------------------- |
| 15 dicembre | 16:00  | Defensor Sporting    | 81 - 84   | UniCEUB Brasília     |
| 15 dicembre | 20:15  | Halcones Xalapa      | 109 - 94  | Cañeros de La Romana |
| 15 dicembre | 18:00  | UniCEUB Brasília     | 109 - 79  | Cañeros de La Romana |
| 15 dicembre | 20:15  | Defensor Sporting    | 63 - 88   | Halcones Xalapa      |
| 16 dicembre | 18:00  | Cañeros de La Romana | 80 - 83   | Defensor Sporting    |
| 16 dicembre | 20:15  | Halcones Xalapa      | 98 - 87   | UniCEUB Brasília     |

Nota: Tutti gli orari fanno riferimento al fuso orario UTC-6.

### Gruppo C
Località: Coliseo Luis Leoro Franco, Ibarra, Ecuador.

| Pos | Squadra                    | G | V | P | PF  | PS  | DP  | Pt | Qualificazione              |
| --- | -------------------------- | - | - | - | --- | --- | --- | -- | --------------------------- |
| 1   | Flamengo                   | 3 | 3 | 0 | 244 | 218 | +26 | 6  | Qualificate alle semifinali |
| 2   | Quimsa                     | 3 | 2 | 1 | 228 | 205 | +23 | 5  | Qualificate alle semifinali |
| 3   | Deportivo Español de Talca | 3 | 1 | 2 | 213 | 242 | −29 | 4  |                             |
| 4   | Mavort (H)                 | 3 | 0 | 3 | 221 | 241 | −20 | 3  |                             |

| Giorno     | Orario | Squadra 1        | Risultato | Squadra 2        |
| ---------- | ------ | ---------------- | --------- | ---------------- |
| 11 gennaio | 17:00  | Quimsa           | 72 - 78   | Flamengo         |
| 11 gennaio | 20:15  | Mavort           | 76 - 85   | Español de Talca |
| 12 gennaio | 18:00  | Español de Talca | 62 - 81   | Quimsa           |
| 12 gennaio | 20:15  | Flamengo         | 81 - 80   | Mavort           |
| 13 gennaio | 18:00  | Flamengo         | 85 - 66   | Español de Talca |
| 13 gennaio | 20:15  | Mavort           | 65 - 75   | Quimsa           |

Nota: Tutti gli orari fanno riferimento al fuso orario UTC-5.

### Gruppo D
Località: Coliseo "Manuel Petaca Iguina", Arecibo, Porto Rico.

| Pos | Squadra                  | G | V | P | PF  | PS  | DP  | Pt | Qualificazione              |
| --- | ------------------------ | - | - | - | --- | --- | --- | -- | --------------------------- |
| 1   | Capitanes de Arecibo (H) | 3 | 2 | 1 | 243 | 233 | +10 | 5  | Qualificate alle semifinali |
| 2   | Halcones Rojos Veracruz  | 3 | 2 | 1 | 256 | 251 | +5  | 5  | Qualificate alle semifinali |
| 3   | Cocodrilos de Caracas    | 3 | 1 | 2 | 228 | 235 | −7  | 4  |                             |
| 4   | Juventud Sionista        | 3 | 1 | 2 | 229 | 237 | −8  | 4  |                             |

| Giorno     | Orario | Squadra 1               | Risultato | Squadra 2               |
| ---------- | ------ | ----------------------- | --------- | ----------------------- |
| 18 gennaio | 18:00  | Juventud Sionista       | 88 - 92   | Halcones Rojos Veracruz |
| 18 gennaio | 20:15  | Capitanes de Arecibo    | 84 - 79   | Cocodrilos de Caracas   |
| 19 gennaio | 18:00  | Halcones Rojos Veracruz | 83 - 76   | Cocodrilos de Caracas   |
| 19 gennaio | 20:15  | Juventud Sionista       | 73 - 72   | Capitanes de Arecibo    |
| 20 gennaio | 18:00  | Cocodrilos de Caracas   | 73 - 68   | Juventud Sionista       |
| 20 gennaio | 20:15  | Capitanes de Arecibo    | 87 - 81   | Halcones Rojos Veracruz |

Nota: Tutti gli orari fanno riferimento al fuso orario UTC-4.

## Semifinali
Le otto squadre che si sono qualificate dalla fase a gironi, si affrontano una sola volta contro gli altri tre team del gruppo. Le prime due classificate, raggiungono le Final Four. Il gruppo E ha giocato il 3, 4 e 5 febbraio 2011 a Veracruz, Messico, casa degli Halcones Rojos Veracruz; il gruppo F ha giocato invece a Corrientes, Argentina, città dei Regatas Corrientes, nei giorni 11, 12 e 13 febbraio.
Le due città sono state scelte il 24 gennaio 2011 dalla FIBA.

### Gruppo E
Località: Auditorio "Benito Juárez", Veracruz, Messico.

| Pos | Squadra                     | G | V | P | PF  | PS  | DP  | Pt | Qualificazione              |
| --- | --------------------------- | - | - | - | --- | --- | --- | -- | --------------------------- |
| 1   | Halcones Rojos Veracruz (H) | 3 | 3 | 0 | 245 | 229 | +16 | 6  | Qualificate alle Final Four |
| 2   | Capitanes de Arecibo        | 3 | 2 | 1 | 256 | 252 | +4  | 5  | Qualificate alle Final Four |
| 3   | Peñarol Mar del Plata       | 3 | 1 | 2 | 238 | 238 | 0   | 4  |                             |
| 4   | Flamengo                    | 3 | 0 | 3 | 238 | 258 | −20 | 3  |                             |

| Giorno     | Orario | Squadra 1                | Risultato | Squadra 2                |
| ---------- | ------ | ------------------------ | --------- | ------------------------ |
| 3 febbraio | 18:00  | Peñarol de Mar del Plata | 80 - 85   | Capitanes de Arecibo     |
| 3 febbraio | 20:15  | Halcones Rojos Veracruz  | 81 - 77   | Flamengo                 |
| 4 febbraio | 18:00  | Flamengo                 | 76 - 90   | Peñarol de Mar del Plata |
| 4 febbraio | 20:15  | Capitanes de Arecibo     | 84 - 87   | Halcones Rojos Veracruz  |
| 5 febbraio | 18:00  | Flamengo                 | 85 - 87   | Capitanes de Arecibo     |
| 5 febbraio | 20:15  | Halcones Rojos Veracruz  | 77 - 68   | Peñarol de Mar del Plata |

Nota: Tutti gli orari fanno riferimento al fuso orario UTC-6.

### Gruppo F
Località: Estadio José Jorge Contte, Corrientes, Argentina.

| Pos | Squadra                | G | V | P | PF  | PS  | DP  | Pt | Qualificazione              |
| --- | ---------------------- | - | - | - | --- | --- | --- | -- | --------------------------- |
| 1   | Halcones Xalapa        | 3 | 2 | 1 | 248 | 209 | +39 | 5  | Qualificate alle Final Four |
| 2   | Regatas Corrientes (H) | 3 | 2 | 1 | 223 | 250 | −27 | 5  | Qualificate alle Final Four |
| 3   | Quimsa                 | 3 | 1 | 2 | 203 | 205 | −2  | 4  |                             |
| 4   | UniCEUB Brasília       | 3 | 1 | 2 | 233 | 243 | −10 | 4  |                             |

| Giorno      | Orario | Squadra 1          | Risultato | Squadra 2          |
| ----------- | ------ | ------------------ | --------- | ------------------ |
| 11 febbraio | 20:00  | Halcones Xalapa    | 77 - 79   | UniCEUB Brasília   |
| 11 febbraio | 22:15  | Regatas Corrientes | 70 - 60   | Quimsa             |
| 12 febbraio | 20:00  | Quimsa             | 70 - 73   | Halcones Xalapa    |
| 12 febbraio | 22:15  | UniCEUB Brasília   | 92 - 93   | Regatas Corrientes |
| 13 febbraio | 20:00  | Quimsa             | 73 - 62   | UniCEUB Brasília   |
| 13 febbraio | 22:15  | Regatas Corrientes | 60 - 98   | Halcones Xalapa    |

Nota: Tutti gli orari fanno riferimento al fuso orario UTC-3.

## Final Four
Località: Gimnasio de la USBI, Xalapa, Messico.

| Pos | Squadra                 | G | V | P | PF  | PS  | DP  | Pt |
| --- | ----------------------- | - | - | - | --- | --- | --- | -- |
| 1   | Regatas Corrientes      | 3 | 2 | 1 | 240 | 219 | +21 | 5  |
| 2   | Capitanes de Arecibo    | 3 | 2 | 1 | 218 | 224 | −6  | 5  |
| 3   | Halcones Xalapa (H)     | 3 | 1 | 2 | 226 | 237 | −11 | 4  |
| 4   | Halcones Rojos Veracruz | 3 | 1 | 2 | 223 | 227 | −4  | 4  |

### Gara-1
| Xalapa 4 marzo 2011, ore 18:00 Gara-1 | Hal.s R. Veracruz | 68 – 70 (20-15; 37-31; 55-51) referto | Cap. de Arecibo | Gimnasio de la USBI |
| \| \| \| \| \| Ferrón 23 Robinson 15 Rivera 10 \| Punti \| 20 Pinnock 18 Cortés Ruiz 15 Santiago \| \| Rivera 7 \| Assist \| 5 Pinnock \| \| Ferrón 11 \| Rimbalzi \| 9 Pinnock \| \| Eddie Casiano \| Allenatori \| David Rosario \| |                   |                                       |                 |                     |
| |                   |                                       |                 |                     |
| Ferrón 23 Robinson 15 Rivera 10 | Punti             | 20 Pinnock 18 Cortés Ruiz 15 Santiago |                 |                     |
| Rivera 7 | Assist            | 5 Pinnock                             |                 |                     |
| Ferrón 11 | Rimbalzi          | 9 Pinnock                             |                 |                     |
| Eddie Casiano | Allenatori        | David Rosario                         |                 |                     |

| Xalapa 4 marzo 2011, ore 20:10 Gara-1 | Halcones Xalapa | 72 – 81 referto                      | Regatas Corrientes | Gimnasio de la USBI |
| \| \| \| \| \| Roe 23 García Morales 18 Smith 9 \| Punti \| 18 Kammerichs 17 Stanton 12 Martínez \| \| García Morales 4 \| Assist \| 9 Martínez \| \| Roe 8 \| Rimbalzi \| 19 Kammerichs \| \| Iván Déniz \| Allenatori \| Fabio Demti \| |                 |                                      |                    |                     |
| |                 |                                      |                    |                     |
| Roe 23 García Morales 18 Smith 9 | Punti           | 18 Kammerichs 17 Stanton 12 Martínez |                    |                     |
| García Morales 4 | Assist          | 9 Martínez                           |                    |                     |
| Roe 8 | Rimbalzi        | 19 Kammerichs                        |                    |                     |
| Iván Déniz | Allenatori      | Fabio Demti                          |                    |                     |

### Gara-2
| Xalapa 5 marzo 2011, ore 18:00 Gara-2 | Regatas Corrientes | 70 – 74 (14-12; 37-34; 57-52) referto | Hal.s R. Veracruz | Gimnasio de la USBI |
| \| \| \| \| \| Kammerichs, Stanton 16 Villares 11 Benson 10 \| Punti \| 22 Lloreda 21 Robinson 12 Stoll \| \| Martínez 6 \| Assist \| 4 Rivera, Stoll \| \| Benson 13 \| Rimbalzi \| 9 Robinson \| \| Fabio Demti \| Allenatori \| Eddie Casiano \| |                    |                                       |                   |                     |
| |                    |                                       |                   |                     |
| Kammerichs, Stanton 16 Villares 11 Benson 10 | Punti              | 22 Lloreda 21 Robinson 12 Stoll       |                   |                     |
| Martínez 6 | Assist             | 4 Rivera, Stoll                       |                   |                     |
| Benson 13 | Rimbalzi           | 9 Robinson                            |                   |                     |
| Fabio Demti | Allenatori         | Eddie Casiano                         |                   |                     |

| Xalapa 5 marzo 2011, ore 20:10 Gara-2 | Cap. de Arecibo | 75 – 67 (22-21; 38-33; 61-53) referto | Halcones Xalapa | Gimnasio de la USBI |
| \| \| \| \| \| Ayuso 24 Hatton 17 Pinnock 10 \| Punti \| 19 Parada 13 Roe 8 Smith \| \| Pinnock 4 \| Assist \| 9 Hernández \| \| Pinnock 10 \| Rimbalzi \| 12 Roe \| \| David Rosario \| Allenatori \| Iván Déniz \| |                 |                                       |                 |                     |
| |                 |                                       |                 |                     |
| Ayuso 24 Hatton 17 Pinnock 10 | Punti           | 19 Parada 13 Roe 8 Smith              |                 |                     |
| Pinnock 4 | Assist          | 9 Hernández                           |                 |                     |
| Pinnock 10 | Rimbalzi        | 12 Roe                                |                 |                     |
| David Rosario | Allenatori      | Iván Déniz                            |                 |                     |

### Gara-3
| Xalapa 6 marzo 2011, ore 18:00 Gara-3 | Regatas Corrientes | 89 – 73 (20-12; 45-33; 70-52) referto | Cap. de Arecibo | Gimnasio de la USBI |
| \| \| \| \| \| Kammerichs 23 Villares 14 Edwards, Martínez, Stanton 12 \| Punti \| 19 Pinnock 16 Ayuso 10 Cortés Ruiz \| \| Martínez 14 \| Assist \| 5 Hatton \| \| Romano 6 \| Rimbalzi \| 5 Aubry Torress \| \| Fabio Demti \| Allenatori \| David Rosario \| |                    |                                       |                 |                     |
| |                    |                                       |                 |                     |
| Kammerichs 23 Villares 14 Edwards, Martínez, Stanton 12 | Punti              | 19 Pinnock 16 Ayuso 10 Cortés Ruiz    |                 |                     |
| Martínez 14 | Assist             | 5 Hatton                              |                 |                     |
| Romano 6 | Rimbalzi           | 5 Aubry Torress                       |                 |                     |
| Fabio Demti | Allenatori         | David Rosario                         |                 |                     |

| Xalapa 6 marzo 2011, ore 20:10 Gara-3 | Halcones Xalapa | 87 – 81 (26-22; 53-41; 67-60) referto | Hal.s R. Veracruz | Gimnasio de la USBI |
| \| \| \| \| \| Roe 17 Parada 14 García Morales 13 \| Punti \| 27 Ferrón 13 Pedroza 11 Stoll \| \| Meza 6 \| Assist \| 3 Stoll \| \| Roe 9 \| Rimbalzi \| 7 Ferrón \| \| Iván Déniz \| Allenatori \| Eddie Casiano \| |                 |                                       |                   |                     |
| |                 |                                       |                   |                     |
| Roe 17 Parada 14 García Morales 13 | Punti           | 27 Ferrón 13 Pedroza 11 Stoll         |                   |                     |
| Meza 6 | Assist          | 3 Stoll                               |                   |                     |
| Roe 9 | Rimbalzi        | 7 Ferrón                              |                   |                     |
| Iván Déniz | Allenatori      | Eddie Casiano                         |                   |                     |

## Statistiche
| Categoria     | Giocatore               | Squadra             | Media | Partite | Totale |
| ------------- | ----------------------- | ------------------- | ----- | ------- | ------ |
| Punti         | Jaime Lloreda           | Hal.s R. Veracruz   | 19.8  | 9       | 178    |
| Rimbalzi      | Lou Roe                 | Halcones Xalapa     | 9.3   | 9       | 84     |
| Assist        | Enrique Javier Martínez | Regatas Corrientes  | 6.4   | 8       | 51     |
| Palle rubate  | Leandro García Morales  | Halcones Xalapa     | 2.1   | 9       | 19     |
| Stoppate      | Lou Roe                 | Halcones Xalapa     | 2.2   | 9       | 20     |
| % tiri liberi | Anthony Pedroza         | Hal.s R. Veracruz   | 93.8% | 9       | 15/16  |
| % tiro da tre | Diego Castrillón        | Defensor Sporting   | 66.7% | 3       | 8/12   |
| Tiri liberi   | Leandro García Morales  | Halcones Xalapa     | 5.2   | 9       | 47     |
| Tiri da tre   | Leonardo Gutiérrez      | Peñarol M. d. Plata | 4.3   | 6       | 26     |

Fonte: (ES) Lideres, su fibaamericas.com, FIBA Americas. URL consultato il 23 aprile 2020 (archiviato dall'url originale il 17 febbraio 2011).